# قانون سعودي
يعتمد النظام القانوني في المملكة العربية السعودية على الشريعة الإسلامية المستمدة من القرآن الكريم والسنة النبوية. وتشمل مصادر التشريع أيضاً «الإجماع» والذي ظهر بسبب القضايا المستجدة التي طرأت بعد وفاة الرسول. والتي يتأثر تفسيرها بنصوص مدرسة المذهب الحنبلي الفقهية الإسلامية. المملكة العربية السعودية هي الوحيدة التي تعتمد على الشريعة دون تدوين. وبسبب ذلك، إضافة إلى عدم الاعتماد على السوابق القضائية، هنالك غموض كبير يحيط بمجال القانون السعودي. لذلك أعلنت الحكومة عن نيتها تدوين قواعد الشريعة الإسلامية في عام 2010، وتم إحراز تقدم كبير في نشر كتاب مرجعي للمبادئ القانونية والسوابق في 3 يناير 2018. إلى جانب الشريعة الإسلامية، يعتمد القانون السعودي على الأنظمة الصادرة عن المراسيم والأوامر الملكية والتي تغطي عدد من القضايا المعاصرة مثل الملكية الفكرية وقانون الشركات. ومع هذا، تبقى الشريعة هي المصدر الأول للقانون، خصوصاً في مجالات مثل القانون الجنائي وقانون الأسرة والتجارة وقانون العقود. ويعتبر القرآن والسنة هما دستور البلاد.
تم إنشاء النظام القضائي السعودي الحالي بواسطة الملك عبد العزيز، مؤسس المملكة العربية السعودية في الفترة بين عام 1927 و1960. وهو يضم المحاكم الشرعية العامة والجزئية، مع بعض المحاكم الإدارية للتعامل مع المنازعات حول الأنظمة الحديثة الخاصة. المحاكم في السعودية تتبع عدد قليل من الشكليات وقد تم تجاهل أول قانون للإجراءات الجنائية في البلاد والذي صدر في عام 2001 إلى حد كبير، والقرارات تصدر عادة من قاضي واحد بدون هيئة محلفين. في عام 2007، أصدر الملك عبد الله عدد من التعديلات الكبيرة على القضاء السعودي ولكن لم يتم بعد تطبيقها بشكل كامل.
تشمل العقوبات المنصوص عليها في القانون الجنائي في المملكة العربية السعودية قطع الرؤوس أمام العامة والرجم وبتر الأعضاء والجلد. الجرائم الجنائية الخطيرة لا تشمل فقط الجرائم المعترف بها دولياً مثل القتل والاغتصاب والسرقة والسطو، ولكن أيضاً تشمل الردة والزنا والسحر والشعوذة. بالإضافة إلى قوات الشرطة النظامية، لدى المملكة العربية السعودية الشرطة السرية «المباحث العامة السعودية»، والشرطة الدينية «هيئة الأمر بالمعروف والنهي عن المنكر» والتي تعرف محلياً باسم «المطاوعة أو المطاوع» وهي تقوم بفرض والتأكد من تطبيق المعايير الاجتماعية والأخلاقية الإسلامية، لكن صلاحياتها أصبحت مقيدة إلى حد كبير في السنوات القليلة الماضية. انتقدت منظمات حقوق الإنسان الغربية مثل منظمة العفو الدولية وهيومن رايتس ووتش أنشطة المباحث والمطاوع، وكذلك عدد من الجوانب الأخرى لحقوق الإنسان في المملكة العربية السعودية، وتشمل عدد عمليات الإعدام ومجموعة الجرائم التي تخضع لهذه العقوبة والافتقار إلى الضمانات للمتهمين في نظام العدالة الجنائية ومعاملة المثليين واستخدام التعذيب وانعدام الحرية الدينية وموقف النساء الضعيف. وأفاد معهد ألبرت شانكر وفريدوم هاوس أن «ممارسات المملكة العربية السعودية تختلف عن مفهوم سيادة القانون».

### الشرطة النظامية والسرية

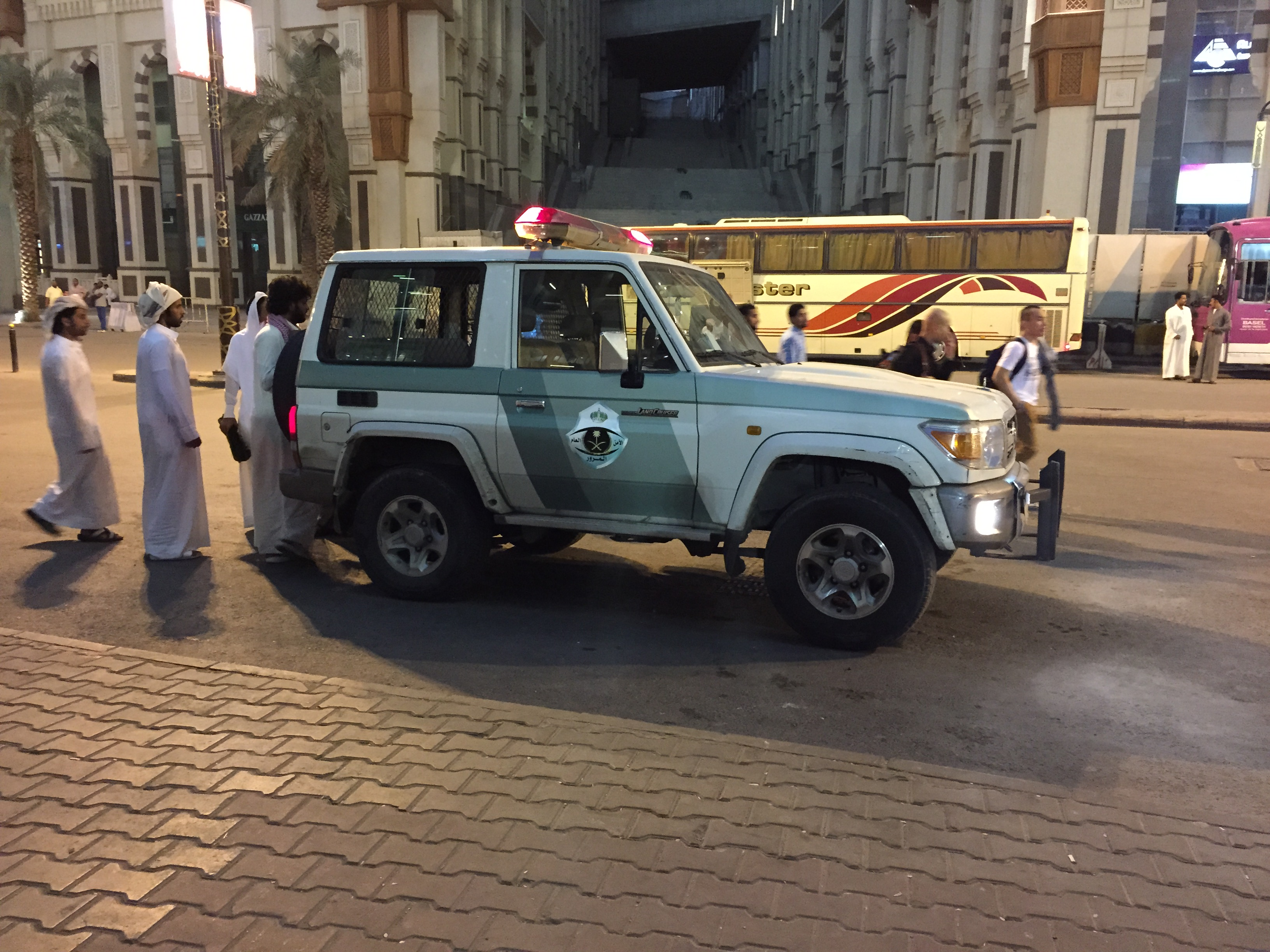
سيارة شرطة في المملكة العربية السعودية.

### القانون الدستوري

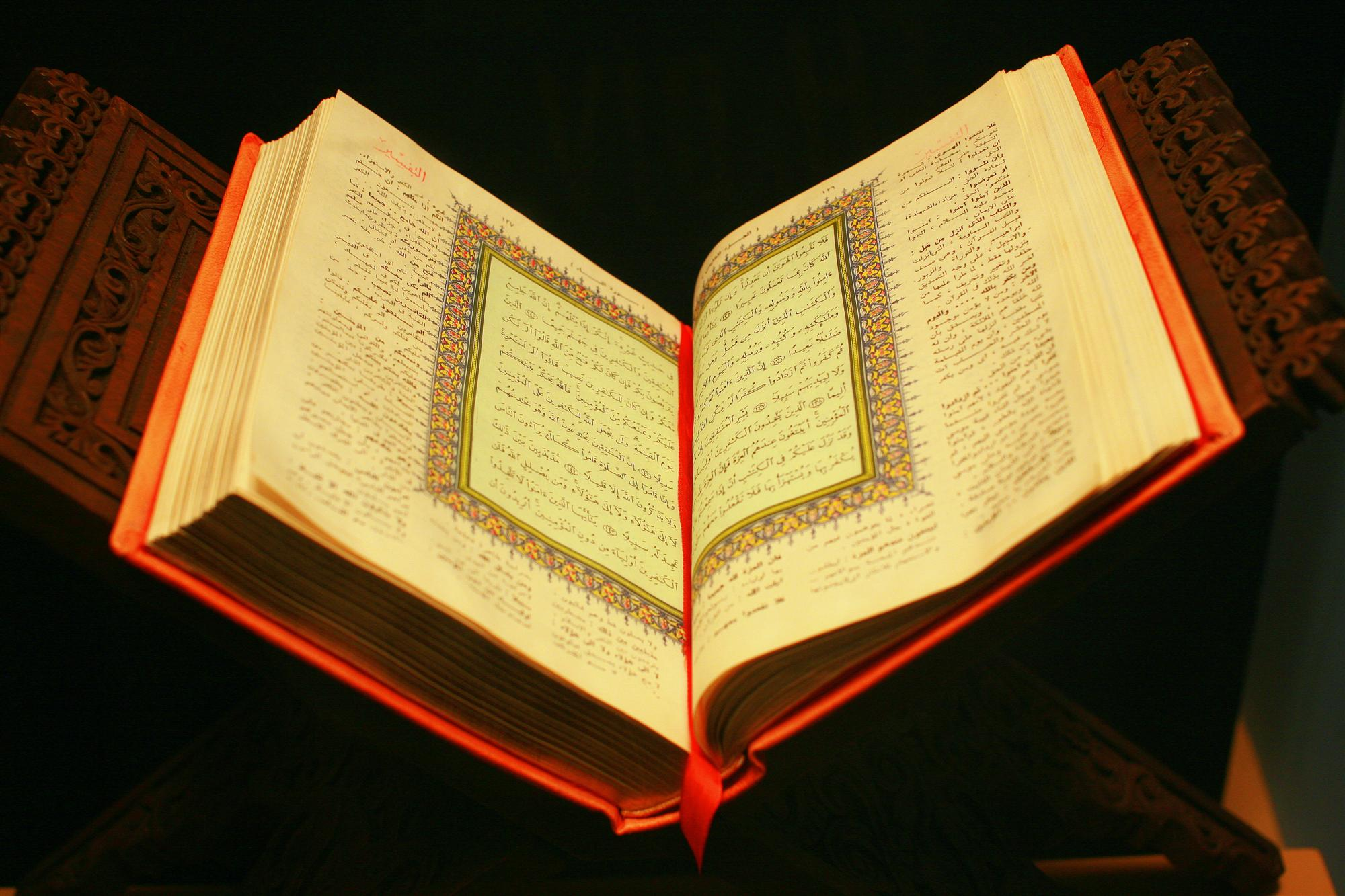
القرآن، دستور المملكة العربية السعودية.

### القانون الجنائي

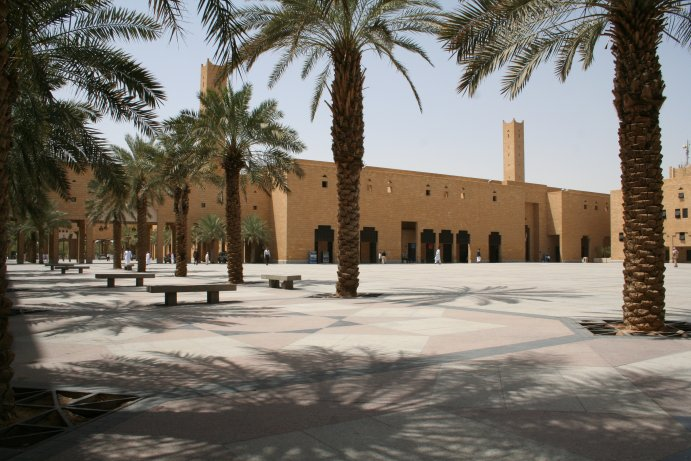
ساحة الصفاة، يتم فيها تنفيذ أحكام القصاص الصادرة من المحكمة الكبرى.

### حقوق المرأة

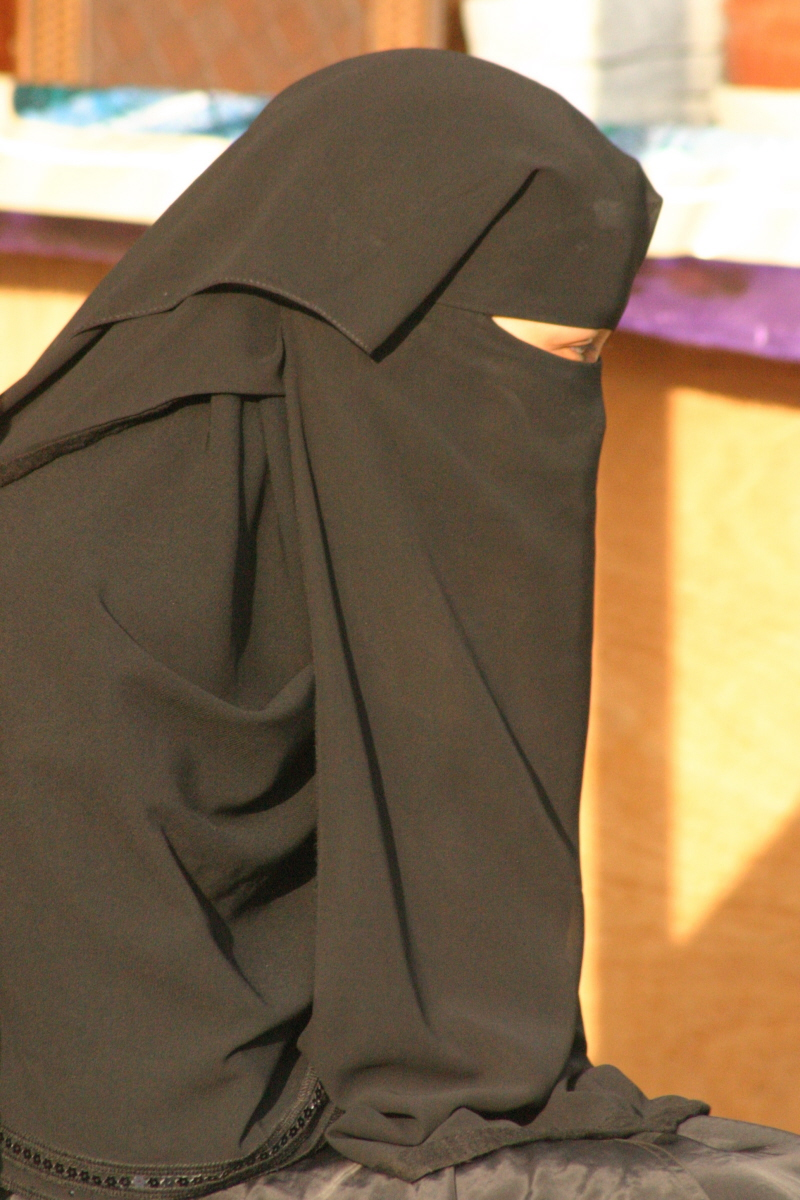
امرأة سعودية ترتدي النقاب التقليدي.

## التاريخ

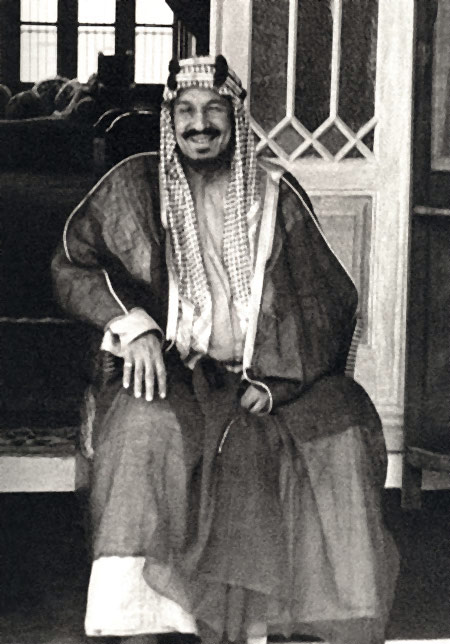
الملك عبد العزيز بن عبد الرحمن، أول ملوك المملكة العربية السعودية ومؤسس النظام القضائي.

الشريعة الإسلامية هي المصدر الأول للقانون في المملكة العربية السعودية وهي مستمدة من القرآن الكريم والسنة النبوية. وقد تم تطويرها بشكل كبير من قبل القضاة والعلماء المسلمين ما بين القرن السابع والعاشر الميلادي. فمنذ عصر الخلافة العباسية في القرن الثامن الميلادي، الشريعة كانت القانون الأساسي في البلدان الإسلامية بما في ذلك الجزيرة العربية. إلا أن العرف بقي سائداً لوقت طويل في المناطق النائية من البلاد الإسلامية، مثل نجد في قلب الجزيرة العربية والذي بقي كذلك حتى مطلع القرن العشرين الميلادي.
ومع حلول القرن الحادي عشر الميلادي، ظهرت 4 مذاهب فقهية سنية رئيسية، كل منها اتبع منهجاً خاصاً في تفسير الشريعة الإسلامية: المذهب الحنبلي، المالكي، الشافعي، والحنفي. وقد نادت الحركة الوهابية التي تأسست في القرن الثامن عشر الميلادي إلى اتباع المذهب الحنبلي، والوهابية هي شكل صارم من الإسلام السني، وكانت مدعومة من قبل آل سعود العائلة المالكة السعودية، وهي الآن الحركة السائدة في المملكة العربية السعودية. وفي نجد ووسط الجزيرة العربية، معقل الإسلام الوهابي فإن المذهب المتبع هو المذهب الحنبلي السائد منذ القرن الثامن عشر الميلادي. أما الحجاز، غرب الجزيرة العربية، فقد كانت تتبع المنهجين الحنفي والشافعي.
وكذلك، فإن النظام القضائي كان مختلفاً. في نجد، كان هناك النظام البسيط المكون من قاضٍ واحد لكل مدينة أساسية. القاضي يتم تعيينه من قبل الحاكم المحلي ويعملان معاً على حل القضايا. أما في الحجاز، كان النظام القضائي أكثر تطوراً، حيث كانت المحاكم تتكون من لجنة قضاة. في 1925، عندما سيطر الملك عبد العزيز على الحجاز وضمها إلى المناطق التابعة له لتشكل المملكة العربية السعودية عام 1932، أدخل الملك نظام قضائي جديد عام 1927 مكون من محاكم عامة ومحاكم استئناف في الحجاز وأمر باتباع المذهب الحنبلي فيها. ولكن النظام القضائي البسيط بقي قائماً في نجد بسبب المعارضة من بعض المؤسسات الدينية هناك.
ولكن بعد الاعتياد على النظام القضائي في الحجاز، تم تطبيقه على بقية مناطق البلاد في الفترة ما بين 1957 و 1960. إضافةً إلى ذلك، فقد أسس الملك عبد العزيز محاكم ولجان حكومية للفصل في المجالات التي تحكمها المراسيم الملكية مثل قانون العمل والقانون التجاري. وهذا النظام القضائي بقي قائماً حتى عام 2007 عندما أصدر الملك عبد الله عدد من الإصلاحات القضائية. القضاء كان مسؤولية المفتي العام للبلاد، ولكن بعد وفاته في 1969، قرر الملك فيصل أن يعين وزيراً للعدل يقوم بهذه المسؤولية.
أما الشيعة في شرق البلاد فيملكون تقاليدهم القضائية الخاصة. فبالرغم من أنهم يتبعون الشريعة الإسلامية، إلا أنهم يتبعون المذهب الشيعي الجعفري. وفي 1913 عندما سيطر الملك عبد العزيز على المنطقة، منح للشيعة قضاء خاص في التعاملات الأسرية وهنالك قاضيين في القطيف والأحساء. وفي 2005، تم زيادة عدد القضاة إلى سبعة. أما بالنسبة للمجالات القانونية الأخرى للشيعة، فهي تقع ضمن اختصاص المحاكم السنية.

## مصادر القانون

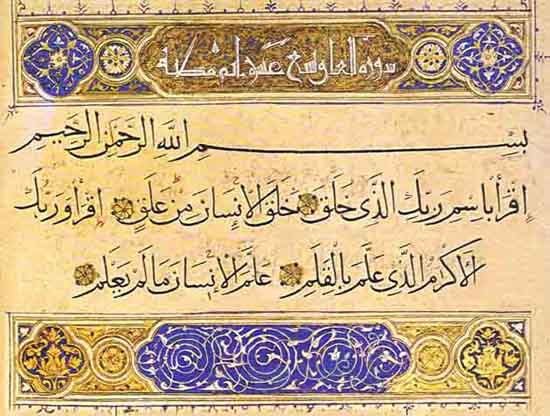
آيات من القرآن، المصدر الأساسي للقانون السعودي.

### القضاة

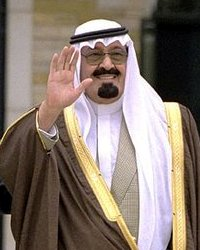
أمر الملك عبد الله بعدد من الإصلاحات القضائية خلال فترة حكمه.